# Barton Bund
Barton Bund ist ein US-amerikanischer Theater- und Filmschauspieler, Theater- und Filmproduzent sowie Theaterregisseur. Sein Fokus als Schauspieler und Produzent liegt auf Kurzfilmen.

## Leben
Bund spielte Ende der 1990er Jahre in ersten Filmen mit. Er übernahm 2013 eine Nebenrolle im Spielfilm Jimmy P. – Psychotherapie eines Indianers und eine Episodenrolle in der Fernsehserie Low Winter Sun. 2014 übernahm er als Jack Jones eine der Hauptrollen im Katastrophenfilm Eiszeitalter – The Age of Ice. Als Nebendarsteller durfte Bund im Kinofilm Batman v Superman: Dawn of Justice mitwirken. 2018 erfolgten Episodenrollen in den Fernsehserien Chicago Fire und Detroiters.
In den Städten Ferndale, Ann Arbor und Williamston im US-Bundesstaat Michigan war er als Theaterschauspieler, -produzent und -regisseur in verschiedenen Theatern tätig.

## Filmografie (Auswahl)

### Schauspiel
- 1995: Generic Metal Titan (Kurzfilm)
- 2002: Figure in the Forest
- 2008: Elysium (Kurzfilm)
- 2013: Jimmy P. – Psychotherapie eines Indianers (Jimmy P. (Psychotherapy of a Plains Indian))
- 2013: Low Winter Sun (Fernsehserie, Episode 1x09)
- 2014: Line Up (Kurzfilm)
- 2014: Destiny (Kurzfilm)
- 2014: Eiszeitalter – The Age of Ice (Age of Ice)
- 2015: Home Again (Kurzfilm)
- 2016: Batman v Superman: Dawn of Justice
- 2016: Into the Pan (Kurzfilm)
- 2017: Detroit
- 2017: Pretty Funny Nicole (Kurzfilm)
- 2017: Glenda (Kurzfilm)
- 2018: Bespoke (Kurzfilm)
- 2018: Bennett’s Song
- 2018: Bereft 2017 (Kurzfilm)
- 2018: Chicago Fire (Fernsehserie, Episode 6x19)
- 2018: Detroiters (Fernsehserie, Episode 2x08)
- 2018: Break a Leg (Kurzfilm)
- 2019: Ovid and the Art of Love
- 2019: The Dunes
- 2020: Pajama Party Work Night (Kurzfilm)
- 2020: Quad
- 2020: The Legend of Dog Lady Island
- 2020: Conduit (Kurzfilm)
- 2021: Mine Then Yours (Kurzfilm)

### Produktion
- 2008: Elysium (Kurzfilm)
- 2017: Glenda (Kurzfilm)
- 2021: Mine Then Yours (Kurzfilm)

## Theater (Auswahl)

### Schauspiel
- 2008: The Little Dog Laughed (Performance Network Theatre)
- 2011: Oedipus (The Williamston Theatre)

### Schaffender
- 2012: At Home at the Zoo (Detroit Ensemble Theatre)
- 2012: Beyond Therapy (Detroit Ensemble Theatre)
- 2012: 5 One Acts by Alan Ball (Detroit Ensemble Theatre)
- 2013: When the Rain Stops Falling (The Ringwald Theatre)
- 2013: Captain Buffalo (Detroit Ensemble Theatre)